# VBA-Gebäude

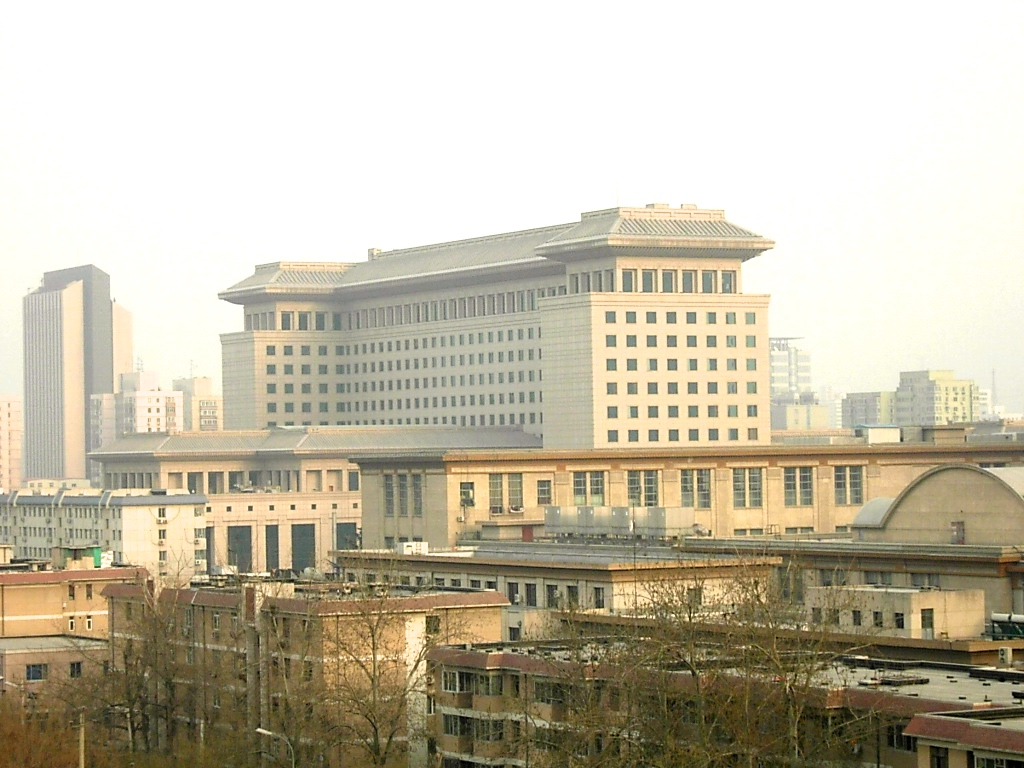
Das VBA-Gebäude in Peking

Das VBA-Gebäude (chinesisch 八一大樓 / 八一大楼, Pinyin Bā Yī Dàlóu, VBA=Volksbefreiungsarmee) in der Fuxing-Straße 7, im Süden des Pekinger Stadtbezirks Haidian, ist der Sitz der Zentralen Militärkommission (ZMK) der Volksrepublik China sowie der Zentralen Militärkommission der Kommunistischen Partei Chinas. Außerdem sind dort das Verteidigungsministerium der Volksrepublik China und ein Teil der Nationalen Volksmobilisierungskommission (das Oberkommando der Volksmiliz) untergebracht.
Nach der Gründung der Volksrepublik China war die seinerzeit „Volksrevolutionäre Militärkommission der Zentralen Volksregierung“ genannte Behörde (China hatte damals noch kein Verteidigungsministerium) im Drei-Ehrentore-Gebäude (三座门, Pinyin Sān Zuò Mén) in der Vorderen Jingshan-Straße 20 untergebracht.
Als im Zusammenhang mit der Verfassungsreform von 1982 zwei parallele Militärkommissionen, die staatliche und die der KPCh, geschaffen wurden,
wurden trotz der personellen Identität der beiden Kommissionen auf der Führungsebene die Platzverhältnisse dort zu beengt, und man begann über einen Neubau nachzudenken, in dem neben den Büros der diversen Dienststellen auch Tagungen abgehalten und ausländische Militärvertreter würdig empfangen werden konnten. Letzteres ist eine der Hauptaufgaben des Verteidigungsministeriums, während die Zentrale Militärkommission das Oberkommando über die Streitkräfte hat.
Da es als Mehrzweckbau gedacht war, erhielt das „Projekt 844“ (844工程, Pinyin 844 Gōngchéng, wörtlich: „Das im April 1984 begonnene Bauprojekt“) bald den Namen 八一大楼, also „VBA-Gebäude“. 八一 ist das Akronym für [一九二七年]八[月]一[日] bzw. „1. August 1927“, der Tag des Nanchang-Aufstands, der als Gründungsdatum der kommunistischen Streitkräfte betrachtet wird (die heutige Volksbefreiungsarmee hat 八一, von oben nach unten geschrieben, auf ihrer Kokarde). Die Oberaufsicht über das Projekt hatte bis 1988, als er in den Ruhestand trat, Fu Xuezheng (傅学正, geb. 1933), der stellvertretende Leiter der Kanzlei der ZMK.
Die Baupläne wurden von dem auf die Konzipierung bombensicherer Gebäude, Gas- und Feuerschutz etc. spezialisierten 4. Bautechnischen Forschungsinstitut der Pioniere beim Generalstab der Volksbefreiungsarmee (中国人民解放军总参谋部工程兵第四设计研究院) ausgearbeitet. 
Am 2. März 1997 wurde mit dem Erdaushub begonnen, und am 30. Oktober 1997 war der Rohbau fertiggestellt. Ende 1998 waren die Installations- und Verputzarbeiten im Prinzip beendet, und Ende Juli 1999 war die Inneneinrichtung komplett, die Telefone und Computer installiert und die Begrünung der Außenanlagen abgeschlossen. Die gesamten Baukosten betrugen 779 Millionen Yuan.

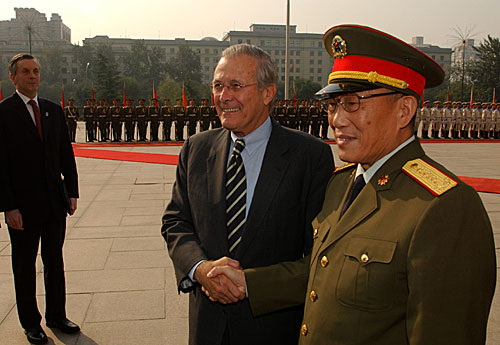
Cao Gangchuan empfängt Donald Rumsfeld auf dem VBA-Platz (2005)

Das VBA-Gebäude hat 12 oberirdische und 2 unterirdische Stockwerke mit insgesamt 90.255 m² (das heißt, die Baukosten betrugen 8631,1 Yuan/m²). An der Südseite des Gebäudes, direkt an der Fuxing-Straße, befindet sich der VBA-Platz (八一广场, Pinyin Bā Yī  Guǎngchǎng), auf dem hohe Gäste eine Ehrenformation abschreiten können, auf der Nordseite ist eine 12.600 m² große Grünfläche; im direkt angrenzenden Yuyuantan-Park (玉渊潭公园, Pinyin Yùyuāntán Gōngyuán) befindet sich das Diaoyutai-Gästehaus der Staatsregierung. Direkt westlich anschließend an das VBA-Gebäude liegt das Militärmuseum, auf der gegenüberliegenden Straßenseite die Hauptverwaltung der Chinesischen Eisenbahn (das frühere Eisenbahnministerium).
Der Hausmeisterdienst im VBA-Gebäude wird von einer Unterabteilung der Liegenschaftsverwaltung in der Kanzlei der Zentralen Militärkommission organisiert (das 八一大楼管理处), für die Geleitung der Gäste zu den korrekten Büros, die Teeversorgung etc. sind seit 2005 bei dieser Dienststelle eingesetzte Praktikantinnen der Tourismus-Schule Qingdao zuständig.
Das VBA-Gebäude kann mit der Linie 1 oder der Linie 9 der Pekinger U-Bahn, Haltestelle 军事博物馆/Militärmuseum, bequem erreicht werden.